# M'Zab
M'Zab är en region i provinsen Ghardaïa i Algeriet som 1982 upptogs på Unescos världsarvslista under namnet M'Zabdalen. Den 10 km långa dalen, som ligger i centrala Algeriet, i Sahara, har cirka 120 000 invånare, kallade mozabiter.
Den största staden är Ghardaïa och de fyra andra; Beni Isguen, Melika, Bou Noura och El Ateuf. Endast muslimer får övernatta i Beni Isguen.
De fem små städernas enkla, funktionella och till omgivningen perfekt anpassade arkitektur är en inspirationskälla till dagens stadsplanerare.

## Historia
Mozabiterna ("At Mzab") är en gren av en större berbisk stam, Zenatan, som levde i större områden i mellersta södra Algeriet. Många Tifinaghbokstäver och symboler finns ingraverade runt omkring Mzabdalen. Efter den islamiska erövringen, blev Mozabiterna muslimer av den Mu'tazilitiska skolan. Efter Rustamidiens fall, valde Rustamidiska kungafamiljen med några av dess invånare Mzabdalen som deras tillflykt. Rustamiderna var Ibadi och sände en Da'wa (Abu Bakr an-Nafusi) som framgångsrikt konverterade de inhemska Mozabiterna.
Frankrike annekterade Mzab 1882 som en del av deras Nordafrikanska kolonier. När Algeriet blev självständigt 1962 blev territoriet en del av detta land.

## Arkitektur

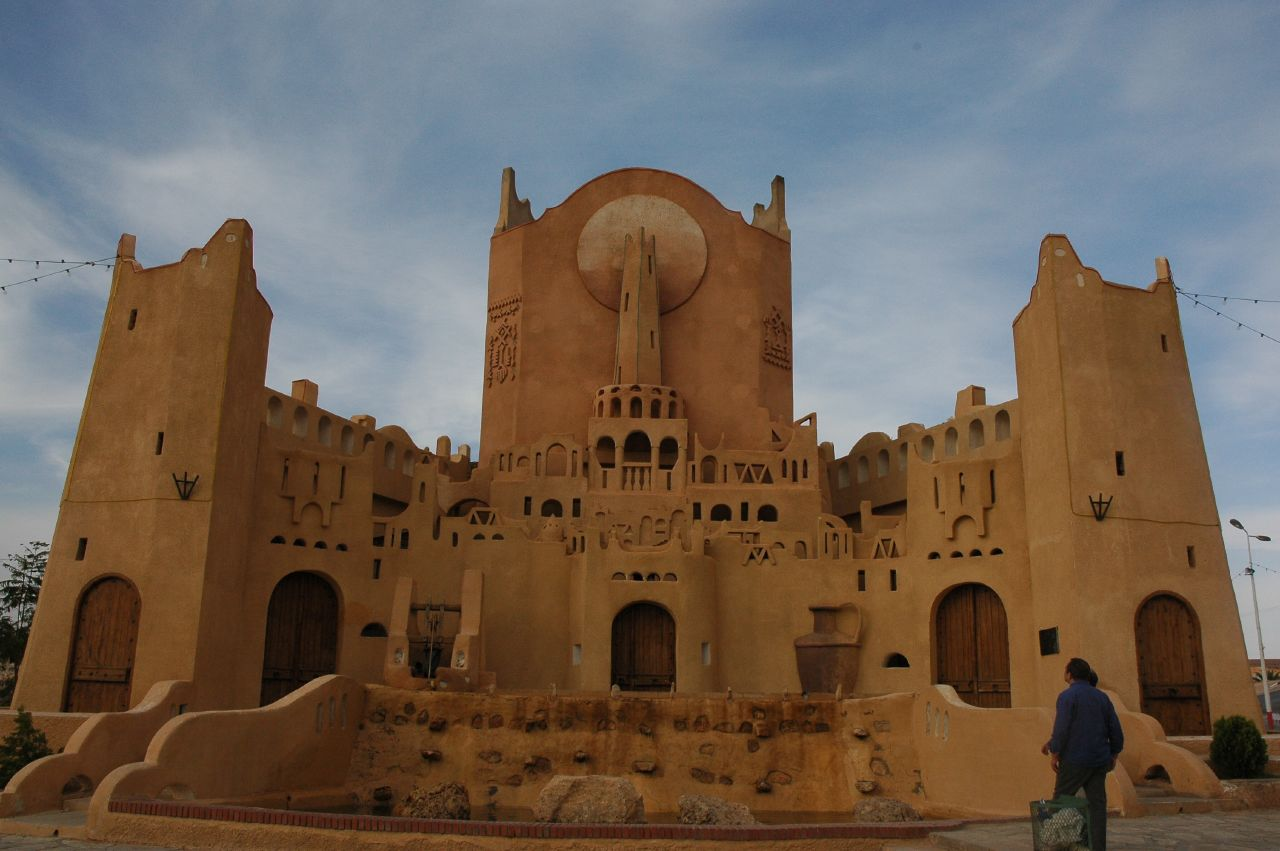
Mzab Ghardaïa

Den finns fem ksarer "muromgärdade byar" (ksour) belägna på bergiga klippformationer längs Wəd Mzab gemensamt kända som Pentapolis. De är Ghardaïas Tagherdayt; Beni Isguen Vid Isjen; Melika Vid Mlishet; Bounoura Vid Bunur; och El-Ateuf Tajnint. Med nyare bosättningarna Bérianne och El Guerara, är Mzab Heptapolis fullständigt.
Kombinationen av den funktionella enkelheten i Ibaditron, med det oasiska sättet att leva ledde till strikt organisation av land och utrymme. Varje citadell har en fästningsliknande moské, vars minaret fungerar som vakttorn. Byggnader av standardstorlek och typ uppfördes i koncentriska cirklar runt moskén. Arkitekturen i M'zabs bosättningar gjordes för ett jämställt gemensamt boende, med respekt för familjens privatliv.
På sommaren, flyttade Mzabiterna till 'sommercitadell' centrerade kring palmlundsoaser. Dessa är en av de större oasgrupperna i Saharaöknen, och avgränsas av torra markområden kända som chebka, genomkorsade av torra flodbäddar.
M'zabdalen fick världsarvsstatus 1982, som ett intakt exempel på traditionella mänskliga livsmiljö perfekt anpassat till miljön.